# Parapirnodus coniferinus
Parapirnodus coniferinus är en kvalsterart som beskrevs av Behan-Pelletier, Clayton och Humble 200. Parapirnodus coniferinus ingår i släktet Parapirnodus och familjen Parapirnodidae. Inga underarter finns listade i Catalogue of Life.